# 高山カツヒコ
高山 カツヒコ（たかやま カツヒコ）は、日本の脚本家。男性。本名・旧名は高山 克彦（読みは同じ）。日本脚本家連盟会員、日本映画テレビ技術協会会員、日本ロボット学会会員。

## 来歴・人物
1994年の『勇者警察ジェイデッカー』第39話「マシンの魂」で脚本デビュー。2003年の『ストラトス・フォー』で初のシリーズ構成を担当。
専門学校東京映像芸術学院の先輩に、アニメーション監督の神戸守、脚本家の長谷川勝己、吉岡たかを、同窓生に脚本家の川崎ヒロユキ、演出家の宮本拓らがいる。川崎が脚本の師匠筋であり、共に各作品に参加することが多い。また、金巻兼一と組むこともしばしば。
乙種火薬類取扱保安責任者の資格を持っており、『ぱにぽにだっしゅ!』第24話ではスクウェア・エニックスのビル爆破シーンの特撮監督も務め、以後『ネギま!?』第7話や『さよなら絶望先生』第12話、『ひだまりスケッチ』特別編前編、DVD『ef - a tale of memories. 〜recollections〜』、『夏のあらし!』第5話、『怪人開発部の黒井津さん』第2話でも爆破シーンを担当している。

## 参加作品

### テレビアニメ
1994年
- 勇者警察ジェイデッカー（脚本、設定考証）

1995年
- 爆れつハンター（脚本）

1998年
- サイレントメビウス（脚本、SF文芸、PC画像処理）

2000年
- サクラ大戦TV（脚本）
- BOYS BE…（脚本）
- ラブひな（脚本）

2001年
- テイルズ オブ エターニア THE ANIMATION（脚本）
- スターオーシャンEX（脚本）
- しあわせソウのオコジョさん（脚本）
- ナジカ電撃作戦（脚本）

2003年
- ストラトス・フォー（シリーズ構成、脚本）
- MOUSE（脚本）
- 魔探偵ロキ RAGNAROK（脚本）
- 鋼の錬金術師（脚本）
- 君が望む永遠（脚本）
- 藍より青し～縁～（脚本）

2004年
- B-伝説! バトルビーダマン（脚本）
- 神魂合体ゴーダンナー!! SECOND SEASON（脚本）
- 勇午 〜交渉人〜（脚本）
- tactics（脚本）

2005年
- エレメンタル ジェレイド（脚本）
- ぱにぽにだっしゅ!（脚本、第24話特撮監督）
- SHUFFLE!（脚本）

2006年
- 半分の月がのぼる空（シリーズ構成、脚本）
- ゼーガペイン（脚本）
- 機神咆吼デモンベイン（脚本）
- ネギま!?（脚本、第9話特撮監督）

2007年
- キスダム -ENGAGE planet-（脚本）
- さよなら絶望先生（脚本、第12話特撮監督）
- ef - a tale of memories.（シリーズ構成、脚本）
- ひだまりスケッチ（特別編1特撮監督）

2008年
- ef - a tale of melodies. （シリーズ構成、脚本）
- 喰霊-零-（シリーズ構成、脚本）

2009年
- 夏のあらし!（シリーズ構成、脚本、第5話特撮監督）
- 夏のあらし! 〜春夏冬中〜（シリーズ構成、脚本、第8話特撮監督）
- 懺・さよなら絶望先生（第12話特撮監督）

2010年
- バカとテストと召喚獣（シリーズ構成、脚本）
- ダンス イン ザ ヴァンパイアバンド（第7話特撮監督）
- あそびにいくヨ!（シリーズ構成、脚本）
- それでも町は廻っている（シリーズ構成、脚本）

2011年
- バカとテストと召喚獣にっ!（シリーズ構成、脚本）
- 真剣で私に恋しなさい!!（シリーズ構成、脚本、次回予告松風特殊造形）
- 僕は友達が少ない（前提供映像実写撮影）
- 未来日記（シリーズ構成、脚本、Cパート特撮監督）

2012年
- 黄昏乙女×アムネジア（シリーズ構成、脚本）
- 恋と選挙とチョコレート（シリーズ構成、脚本）
- うぽって!!（脚本）

2013年
- ささみさん@がんばらない（シリーズ構成、脚本）
- やはり俺の青春ラブコメはまちがっている。（脚本）
- ステラ女学院高等科C3部（脚本）

2014年
- のうりん（脚本）
- 神々の悪戯（脚本）
- アルドノア・ゼロ（シリーズ構成、脚本）
- 東京ESP（脚本）
- ガールフレンド（仮）（脚本）

2015年
- トリアージX（シリーズ構成、脚本）
- 境界のRINNE（脚本）
- 城下町のダンデライオン（脚本）

2016年
- ヘヴィーオブジェクト（脚本）
- ビッグオーダー（シリーズ構成、脚本）
- アンジュ・ヴィエルジュ（シリーズ構成、脚本）
- ルガーコード1951（脚本）

2017年
- サクラダリセット（シリーズ構成、脚本）
- つうかあ（シリーズ構成、脚本）

2018年
- たくのみ。（シリーズ構成、脚本）
- 軒轅剣 蒼き曜（シリーズ構成、脚本）

2021年
- マギアレコード 魔法少女まどか☆マギカ外伝 2nd SEASON -覚醒前夜-（シリーズ構成、脚本） - シリーズ構成は劇団イヌカレー（泥犬）と共同
- 世界最高の暗殺者、異世界貴族に転生する（シリーズ構成、脚本）
- さんかく窓の外側は夜（脚本）

2022年
- 怪人開発部の黒井津さん（シリーズ構成、脚本、第2話特撮監督）

2023年
- テクノロイド オーバーマインド（脚本）
- 僕らの雨いろプロトコル（シリーズ構成、脚本）
- オーバーテイク!（脚本）

2024年
- 最弱テイマーはゴミ拾いの旅を始めました。（シリーズ構成）
- 魔王様、リトライ!R（シリーズ構成・脚本）

2025年
- 俺は星間国家の悪徳領主!（シリーズ構成・脚本）

### OVA
- アーシアンIII（1996年、脚本 Vol. 2）
- マスターモスキートン（1997年、脚本 Vol. 4）
- サイキックフォース（1998年、脚本 Vol. 1,2）
- 機神咆吼デモンベイン PS2版付属OVA（脚本）
- 痴漢十人隊 THE ANIMATION（2004年、シリーズ構成・脚本 Vol. 1,2,5）
- ストラトス・フォー
  - ストラトス・フォー Xシリーズ（2004年、脚本 Vol. 2）
  - ストラトス・フォー アドヴァンス（2005年、脚本 Vol. 2,5）
- シリーズぴこ
  - ぼくのぴこ（2006年、脚本）
  - ぴことちこ（2007年、脚本）
  - ぴこ×CoCo×ちこ（2008年、脚本）
- 少年メイドクーロ君 〜天使の歌〜（2010年、脚本）
- 未来日記（2010年、脚本）
- バカとテストと召喚獣 〜祭〜（2011年、シリーズ構成、脚本）
- かってに改蔵（2011年、シリーズ構成、脚本）
- あそびにいくヨ!おーぶいえーであそびきにました!!OVAすぺしゃる（2011年、シリーズ構成、脚本）
- STAR☆jewel（2011年、脚本）
- カガクなヤツら（2013年、脚本）
- 未来日記リダイヤル（2013年、シリーズ構成、脚本）
- ビッグオーダー（2015年、脚本）

### 劇場映画
- 仮面ライダーＺＯ（1993年、ネオ生命体・アニマトロニクス）
- 学校の怪談（1995年、用務インフェルノ中間形態・メカ制作）
- ネギま!?夏（2006年、脚本）
- STAR☆jewel（2011年、脚本）
- 傷物語〈III 冷血篇〉（2017年、古傷物語 特撮協力）
- カトマンズの約束（2018年、特撮スタッフ）
- ゼーガペインSTA（2024年、脚本）

### 配信アニメ
- 新・光神話 パルテナの鏡（2012年、脚本） - ニンテンドー3DSで配信された短編作品
- アサルトリリィ ふるーつ（2021年、第4話特撮協力）

### ドラマCD
- 気象精霊記（2002年、脚本）
  1. 集中豪雨の潰し方
  2. 正しい台風の起こし方
  3. 精霊さんとのすごし方

### 小説
- プリンセスメーカー（1995年、ワニブックス） - 髙山克彦名義、川崎ヒロユキと共著
- プリンセスメーカー［聖なる光編］（1997年、ワニブックス） - 髙山克彦名義
- 宇宙の騎士テッカマンブレードII（2000年、ソニーマガジンズ）
- アルドノア・ゼロ EXTRA EPISODE 05（2015年、アルドノア・ゼロ Blu-ray8巻特典）
- 境界のRINNE 謎のクラスメート（2015年、小学館ジュニア文庫）
- 喰霊-萌-（2020年、角川スニーカー文庫〈電子書籍〉）

### 漫画
- ストラトス・フォー（2004年、電撃コミックスEX、原作）
- 宇宙のはてまで飛んで行け！（2016年、学研まんが 科学ふしぎクエスト、原作）

### ゲーム
- マグナブラバン〜遍歴の勇者（1994年、脚本） - スーパーファミコンのRPGソフト。高山克彦名義。